# Combattimento Consort Amsterdam
Combattimento Consort Amsterdam est un ensemble néerlandais de musique baroque et classique fondé en 1982 à Amsterdam et dissous en 2014.

## Historique
L'ensemble Combattimento Consort Amsterdam est fondé en 1982 par le violoniste Jan Willem de Vriend,.
Contrairement à de nombreux ensembles de musique baroque des années 1980 et 1990 adeptes de l'interprétation historiquement informée, soit l'interprétation sur « instruments anciens » (c.à.d., des copies d'instruments anciens), Combattimento Consort Amsterdam jouait généralement sur des instruments construits au XIXe siècle. 
Jan Willem de Vriend dissout l'ensemble en janvier 2014 afin de se consacrer pleinement à ses activités de chef d'orchestre : les autres membres de l'ensemble décident alors de continuer sous le nom de Combattimento,.

## Répertoire
Combattimento Consort Amsterdam était un ensemble spécialisé dans la musique des XVIIe et XVIIIe siècles,,.
À côté de la musique de chambre, l'ensemble interprétait également des oratorios et des opéras.

## Accueil critique
Dans sa critique de l'album consacré aux Concerti Grossi op. 6 de Georg Friedrich Haendel, Christoph Huss du quotidien québécois Le Devoir souligne que le Combattimento Consort Amsterdam est un « ensemble sur instruments modernes qui entre dans la musique avec la pugnacité des baroqueux les plus ardents » et qui apporte quelque chose que l'on pourrait qualifier d'« interprétation historiquement informée au diapason actuel ».

## Discographie sélective
Combattimento Consort Amsterdam a réalisé des enregistrements pour les labels Astoria, Fidelio, Nederlandse Klassieke Vakhandel, Sony, Astoria, NM Classics, Stichting Kamermuziek Amsterdam, Bona Nova Early Music, Challenge Classics, Etcetera et Channel Classics,.
- 1988 : Baroque Concert de J.S. Bach, Wassenaer et Muffat (Astoria)
- 1989 : Fux - Zelenka - Telemann - Biber - Muffat (Astoria)
- 1990 : De Vier Jaargetijden d'Antonio Vivaldi, avec Jaap van Zweden au violon (Fidelio)
- 1990 : Fasch, J.S. Bach, Albinoni, Vivaldi, Dornel par Han de Vries, pour le hautbois (Nederlandse Klassieke Vakhandel)
- 1991 : L'arte Del Violino, Opus III: Concerto's No. 1, 2, 5 & 6 de Pietro Locatelli, avec Jaap van Zweden au violon (Sony)
- 1991 : Jan Dismas Zelenka (Astoria)
- 1992 : Six Grand Concertos for Violins etc. In Eight Parts Opus 3 de Pieter Hellendaal (NM Classics)
- 1992 : L'Amoroso de Vivaldi (Sony)
- 1993 : Sei Concerti Armonici d'Unico Wilhelm van Wassenaer (NM Classics)
- 1995 : Music for Monarchs, Bourgeois and Gypsies (Stichting Kamermuziek Amsterdam)
- 1996 : Brandenburg Concertos de Bach (Bona Nova Early Music)
- 2004 : Soldiers, Gypsies, Farmers And A Night Watchman de Heinrich Ignaz Franz Biber (Challenge Classics)
- 2005 : Les Caractères de la Danse de Jean-Féry Rebel
- 2006 : Concertos for Horn and Orchestra de Wolfgang Amadeus Mozart, avec Paul van Zelm au cor (Etcetera)
- 2006 : Cello Concerto In C & D et Symphony No. 60 Il Distratto de Franz Joseph Haydn, avec Quirine Viersen au violoncelle
- 2008 : Sackbutt. Trombone in the 17th and 18th century avec Jörgen van Rijen au trombone (Channel Classics)
- 2009 : Divertimenti de Joseph Haydn (Challenge Classics)
- 2012 : Concerti Grossi, Opus 3 de Georg Friedrich Händel (Challenge Classics)
- 2013 : Ladies First! Opera Arias By Joseph Haydn avec la soprano Lisa Larsson (Challenge Classics)